# 雞蛋麵

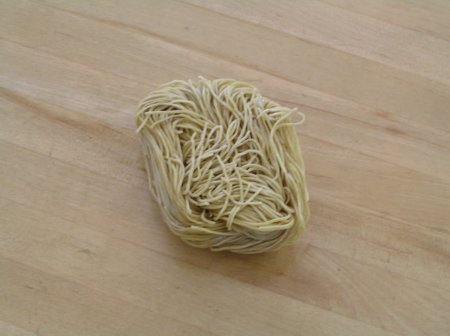
添加蝦子的雞蛋麵

雞蛋麵是用加了雞蛋的麵粉作出的麵食。

## 各地的雞蛋麵
中國南方的雞蛋麵麵質柔滑，廣東雲吞麵便是使用雞蛋麵作為主要食材，福建小吃拌麵的主材料也是雞蛋麵。
歐洲的幾種麵食也有使用雞蛋製作，包括有些種類的義式麵食、德國麵疙瘩、東歐猶太飲食的Lokshen和土耳其的Kesme。

## 画廊

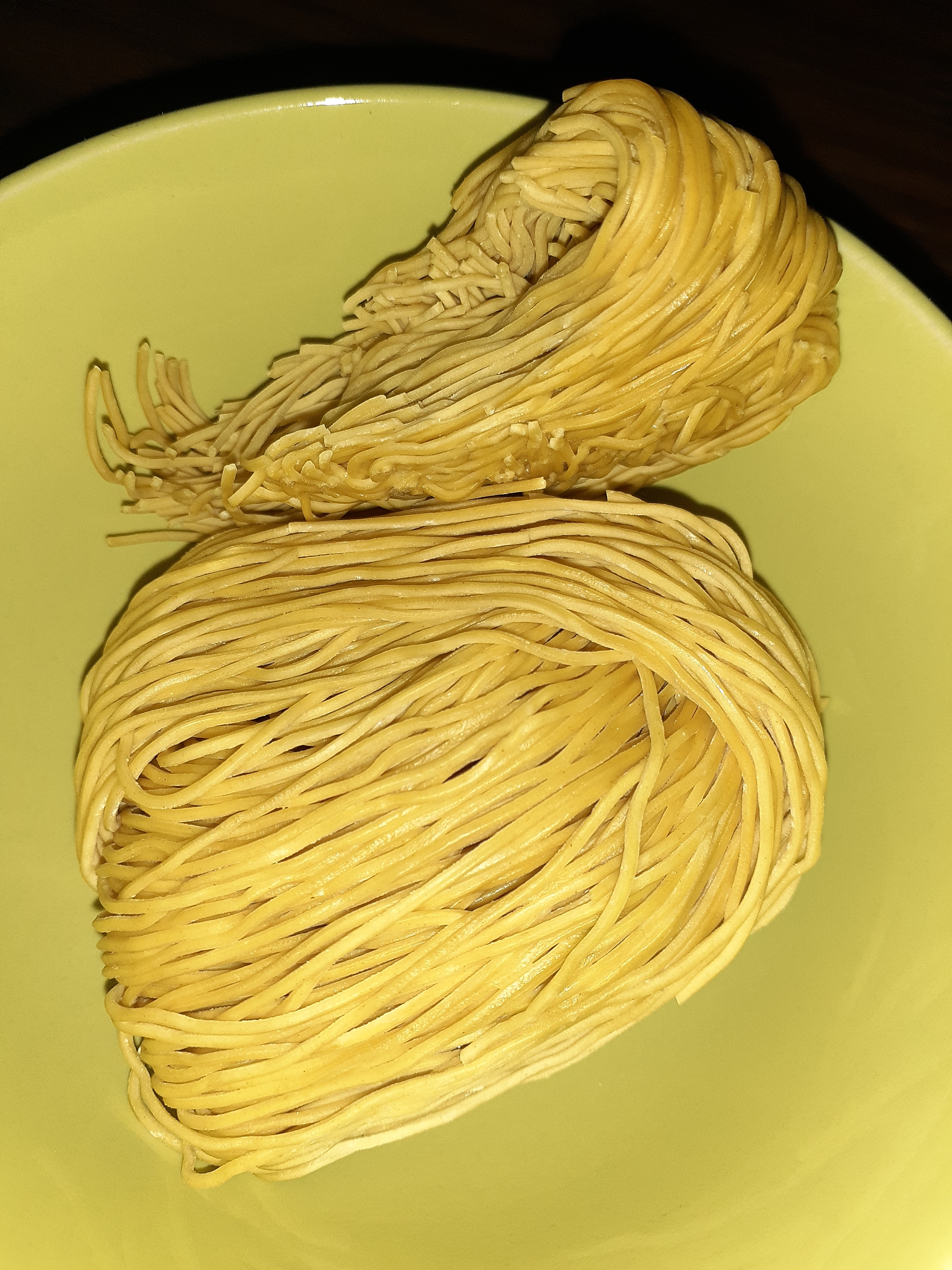
全蛋麵
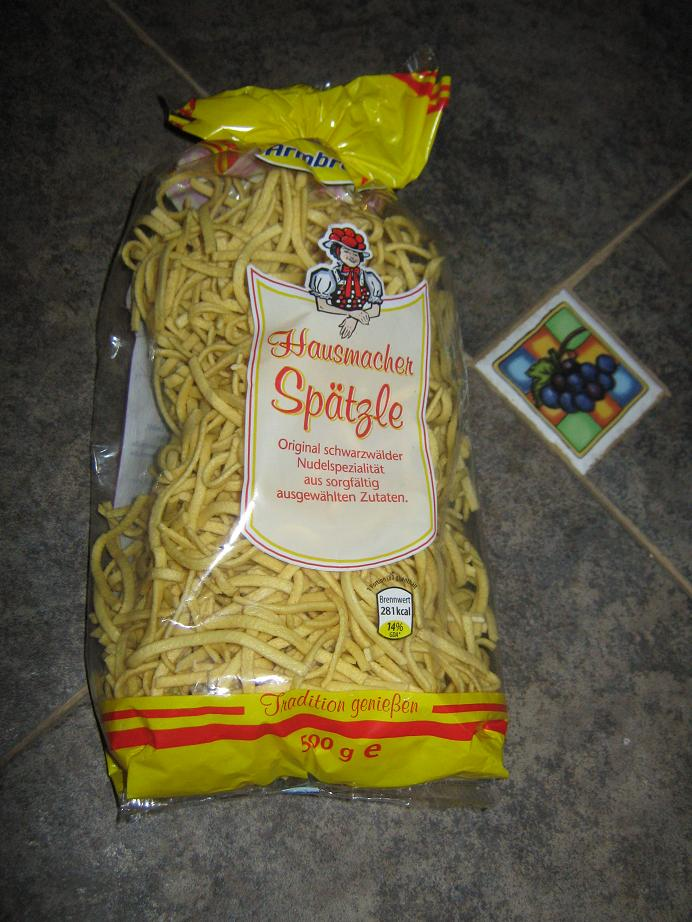
德国面疙瘩
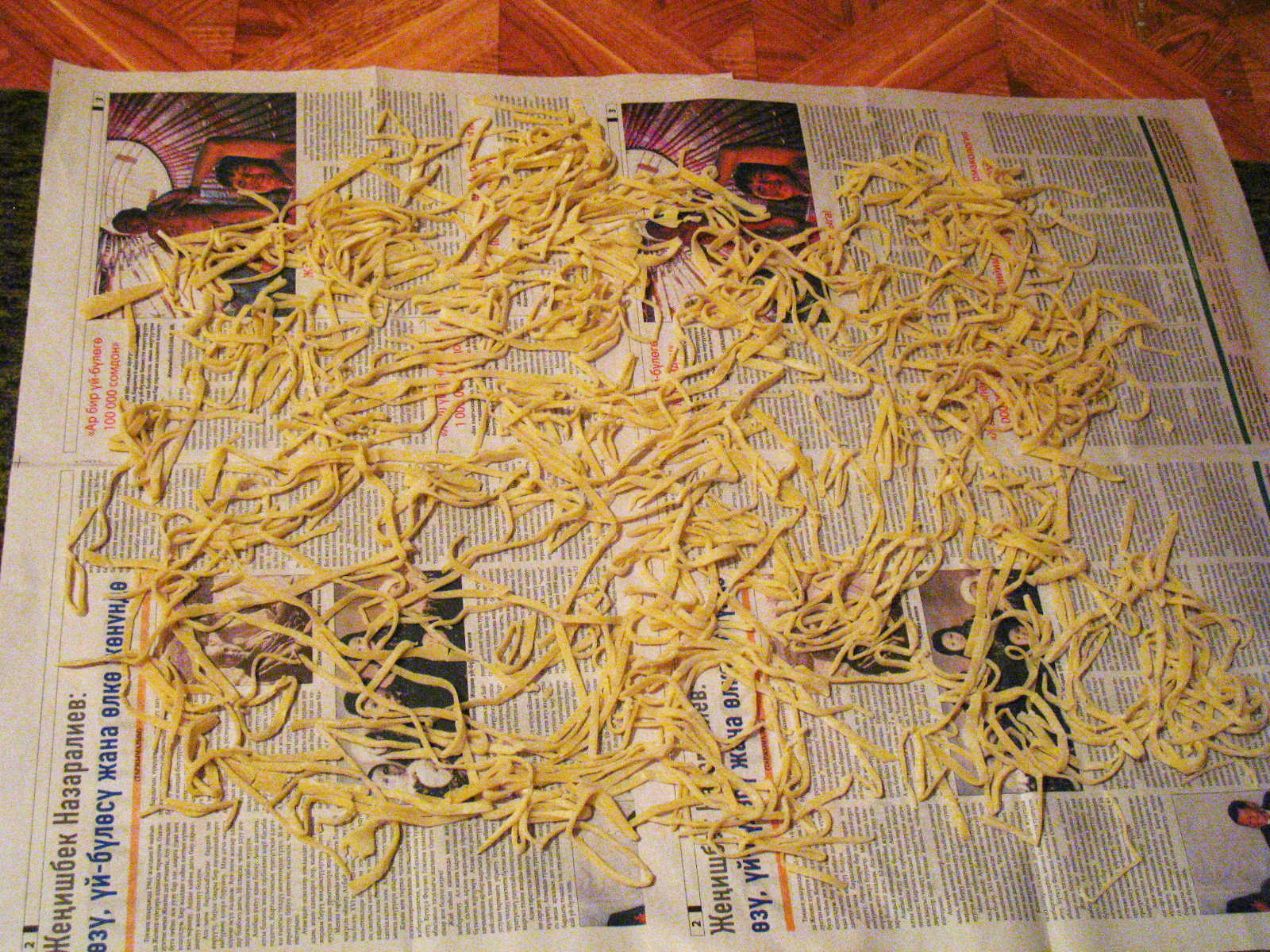
Kesme
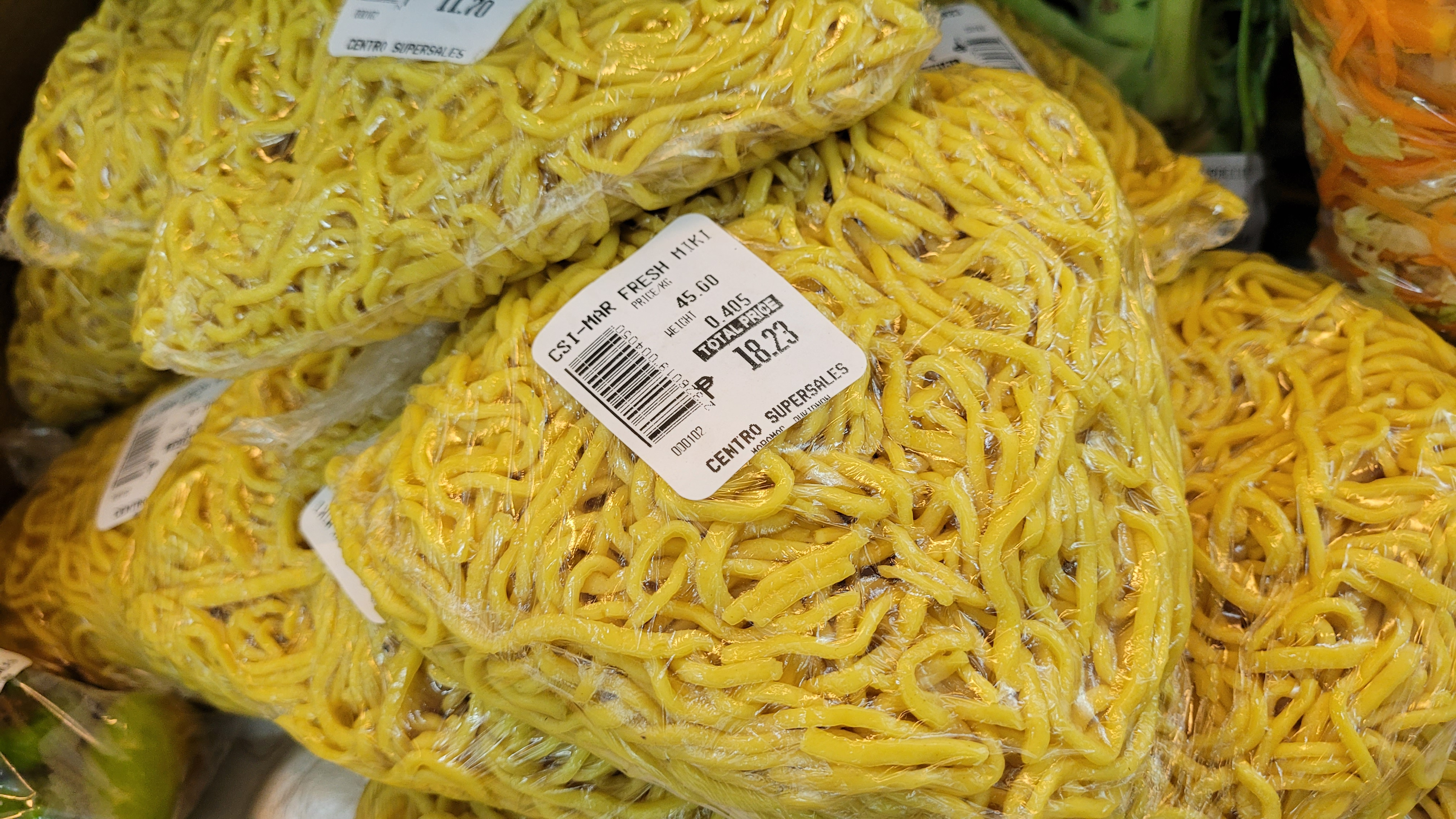
Pancit miki
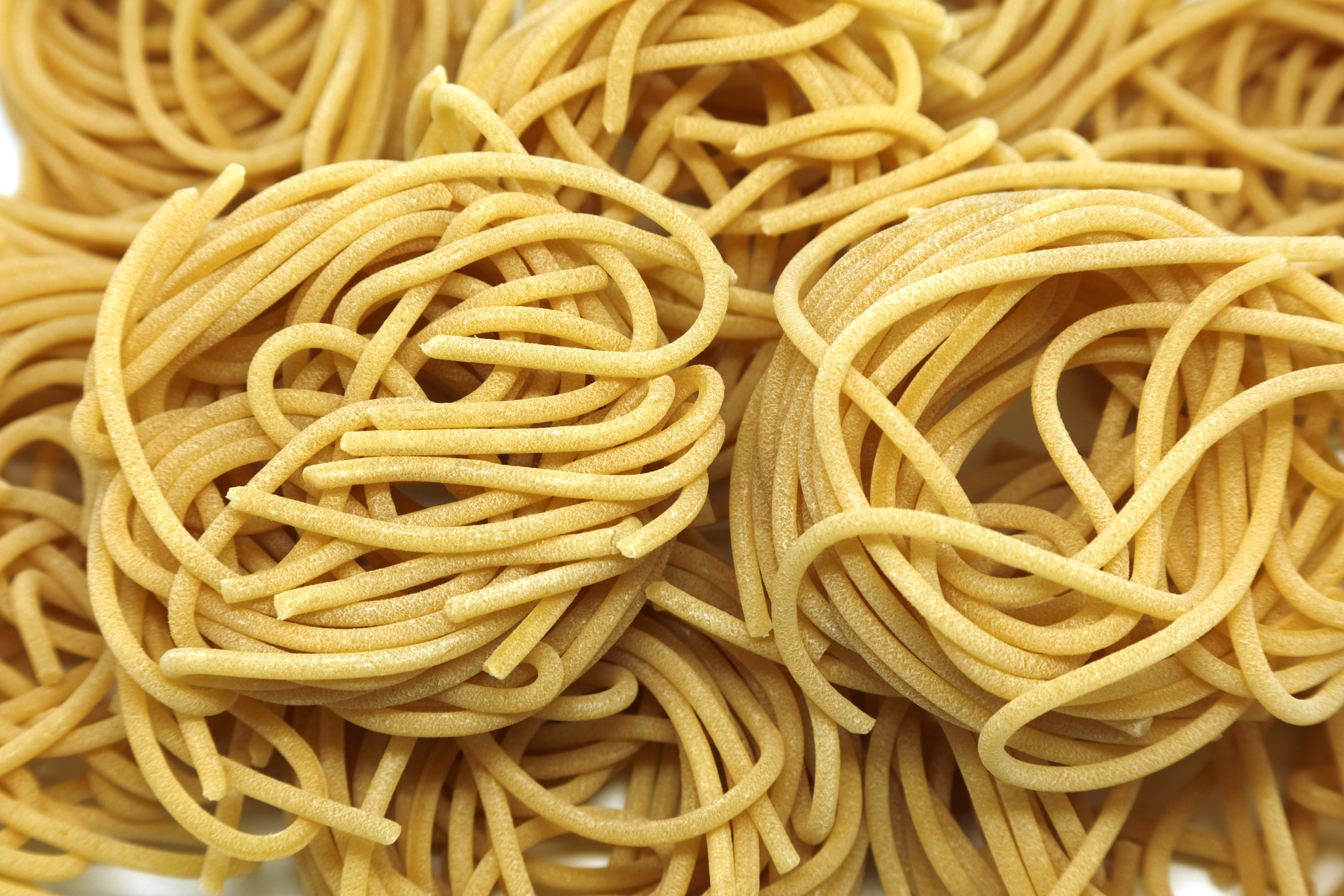
Pici
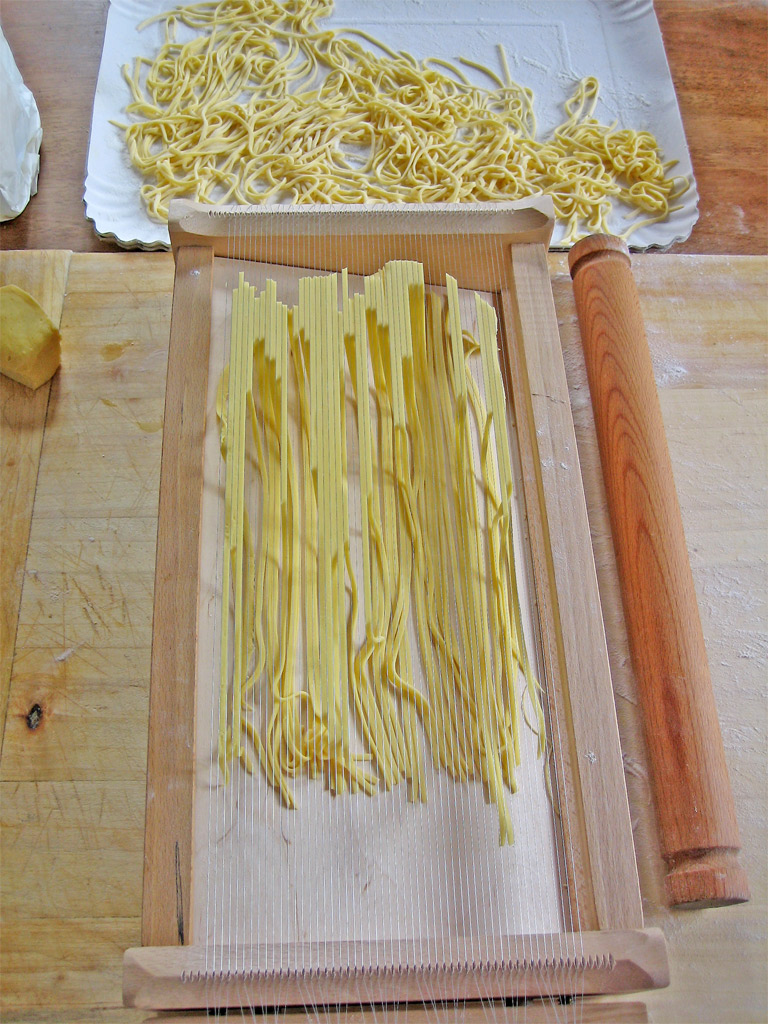
Spaghetti alla chitarra
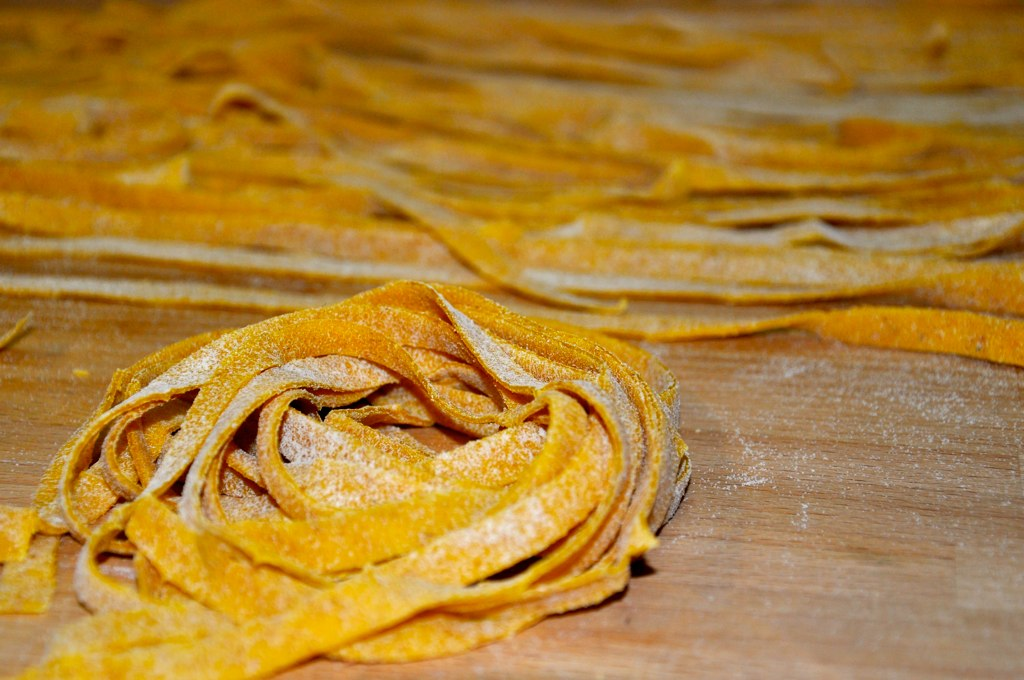
Tagliatelle